# Claude de Montaigu

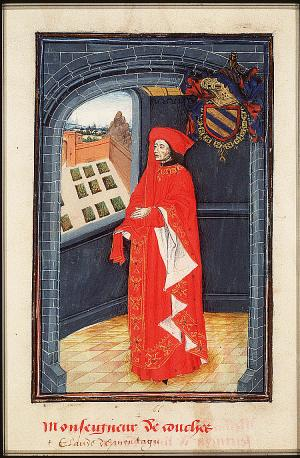
Claude de Montaigu im Statutenbuch des Ordens (Den Haag, KG, 76 E 10, fol. 71v)

Claude de Montaigu (* um 1406; † 14. März 1471 in Buxy) war Herr von Couches, burgundischer Ratgeber und Kammerherr sowie seit 1468 Ritter im Orden vom Goldenen Vlies.

## Familie
Er war der Sohn von Jean de Montaigu, Seigneur de Couches, Saint-Péreuse, Sully und Marigny, und Jeanne de Mello, Dame d’Époisses. Durch seinen Vater war er ein Nachkomme von Alexandre de Bourgogne, Seigneur de Montaigu († 1205), einem Sohn des Herzogs Hugo III. von Burgund.
Er heiratete am 22. Februar 1432 Louise de La Tour († 1472) aus dem Haus La Tour d’Auvergne, Tochter von Bertrand IV. de La Tour und Marie de Montgascon, Gräfin von Auvergne und Boulogne; die Ehe blieb ohne Erben. Claude de Montaigu hatte jedoch von Gilette Orude aus Couches eine außereheliche Tochter, Jeanne, die er 1460 vom Herzog von Burgund und 1461 vom König von Frankreich legitimieren ließ, und die er mit den Schlössern Bourbilly (Vic-de-Chassenay) und Sully (Sully (Saône-et-Loire)) ausstattete. Jeanne heiratete Hugues Rabutin, Seigneur d’Épiry – aus dieser Ehe stammen die Familie Bussy-Rabutin und damit auch die Marquise de Sévigné.

## Leben
Claude de Montaigu scheint an dem Feldzug teilgenommen zu haben, den Louis de Chalon 1430 in der Dauphiné führte und der mit der Niederlage von Anthon endete – Claude de Montaigu geriet in Gefangenschaft und wurde erst 1432 durch eine Lösegeldzahlung befreit. Um 1438, nach dem Tod seines Vaters, wurde er burgundischer Ratgeber und Kammerherr; 1443 nahm er an dem Treffen in Besançon teil, 1450 am Pas d’Armes von La Fontaine des Pleurs und 1453 an der Schlacht von Gavre. Er fiel am 14. März 1471 in der Schlacht bei Buxy.
Claude de Montaigu war einer der reichsten burgundisches Adligen. Er ließ das Schloss in Couches wieder aufbauen, wo er 1461 Karl den Kühnen beherbergte; 1469 gründete er hier ein Stiftskapitel. Auf dem Kapitel von 1468 wurde er in den Orden vom Goldenen Vlies aufgenommen.